# 李利君
李利君（1953年—），汉族，中华人民共和国政治人物、第十一届全国政协委员。
加入中国民主同盟，担任民盟中央委员、湖南省委副主委、湖南省监察厅副厅长（正厅级）。2008年，当选第十一届全国政协委员，代表中国民主同盟，分入第五组。